# Giacomo Casanova
Giacomo Girolamo Casanova de Seingalt (Velence, 1725. április 2. – Dux, Csehország, 1798. június 4.) velencei kalandor, író.
Fő műve az Életem története címmel halála után kiadott emlékirata volt, amit francia nyelven írt. Önéletrajza nagyrészt szerelmi kalandjairól szól, ezért neve később a nőcsábászok, szívtiprók szinonimájává vált. A jelenlegi legteljesebb kiadásban mintegy 4000 oldalas alkotás emellett – a cselekmény helyenként regényes túlzásaitól eltekintve – meglehetősen hű képet ad kora társadalmáról, annyira, hogy a szereplők nagy részét más forrásokból is azonosítani lehet. Ennek alapján az elmúlt két évszázad alatt kialakult az irodalomtörténet és az európai történelem kutatásának egy önálló ágazata, a nemzetközi Casanova-kutatás, ami sok eredményt hozott, számos érdekes tényt tárt fel Casanova koráról.

## Élete

### Származása, gyermekkora
Casanova anyja Giovanna Maria Farussi színésznő volt, akinek művész- vagy beceneve „Zanetta” vagy „La Burinella” is volt. Apja, Gaetano Casanova, távoli spanyol gyökerekből származó színész, táncos volt, bár korabeli pletykák az apaságot előszeretettel tulajdonították Michele Grimani velencei patríciusnak. Giacomo öt testvér közül volt a legidősebb. Mivel anyját munkája gyakran szólította Európa különböző színházaiba, a kisfiút nagyanyja, Marzia Farussi († 1743) nevelte. Giacomo nyolcéves korában meghalt az apja, ezután egy évvel Padovába került dr. Antonio Maria Gozzi gondjaira bízva.
Casanova gyermekkorában sokat betegeskedett, például gyakran volt nehezen csillapítható orrvérzése. A nehézségeket azonban jól viselte, és az életveszélyes helyzetekből azt a tanulságot vonta le, hogy ezek után már nincs mitől félnie. Valóban, felnőtt élete során gyakran tett tanúságot – sokszor kényszerből – személyes bátorságáról.
Már gyermekkorában szívesen szerepelt társaságban, kitűnően rögtönzött. Emlékirataiban azt állítja, hogy első társasági és irodalmi sikerét tizenegy éves korában aratta. Anyja neves embereket látott vendégül, és közülük egy angol úr – más közös nyelv hiányában – latinul, írásban tett fel a gyermeknek egy versben megfogalmazott sikamlós találós kérdést. Giacomo némi gondolkodás után ugyancsak írásban, és szintén sikamlós modorban, egy latin pentameterrel válaszolt, amivel nagy sikert aratott. Ekkor határozta el, hogy irodalmi babérokra tör majd.

### Ifjúkori kalandok és az Ólombörtön

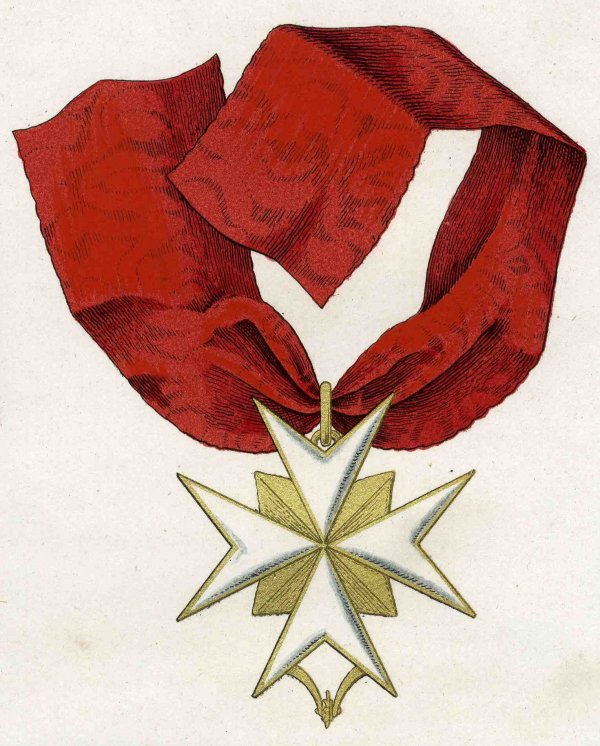
Az Arany Sarkantyú Rendje

Nagyanyja kérésére egyházi pályára szándékozott lépni. Leendő papként, már a négy kisebb rend felvétele után, 1741 márciusában prédikáció közben részegen leesett a szószékről. 1742 novemberében azonban, 17 éves korában doktori címet nyert el a padovai egyetemen világi és egyházi jogból (Doctor iuris utriusque). A papi pályát három évvel később adta fel végleg.
1742-ben egyházi minőségében, titkárként Korfura és Isztambulba utazott. Visszatérve Velencébe örökösödési jogi bonyodalmakba keveredett, ekkor tartóztatták le először életében, de csak rövid időre.

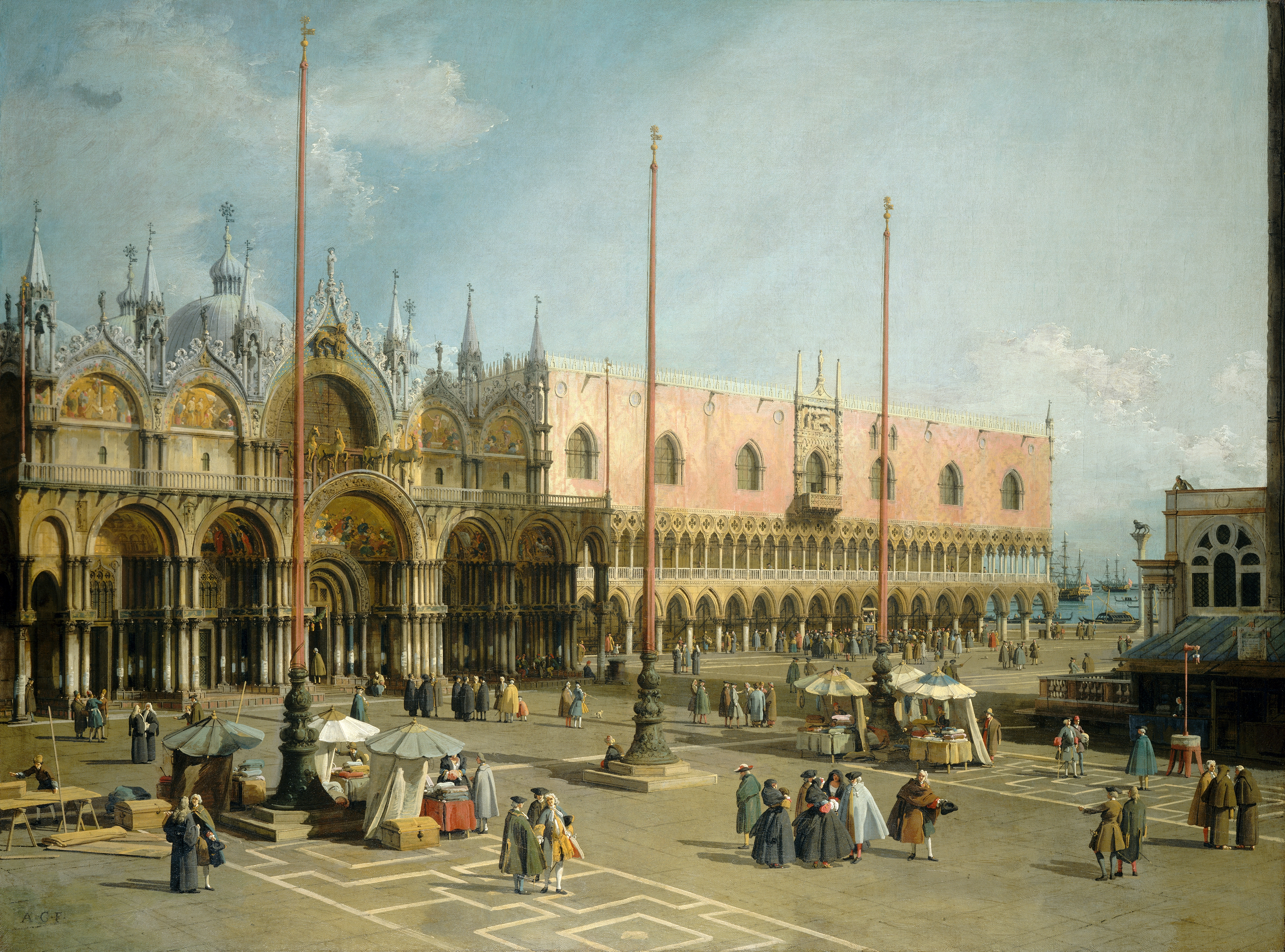
Canaletto: Velencei látkép a 18. század végéről

Ezután Anconába és Rómába utazott, ahol megismerkedett XIV. Benedek pápával. Szórakoztató történeteivel annyira megnyerte a pápát, hogy engedélyt kapott tiltott könyvek olvasására, és felmentést kapott a böjti szabályok alól is. Szerelmi ügyei miatt azonban el kellett hagynia Rómát.
Később Nápolyban tevékenykedett házitanítóként, ekkor talált ki magának egy ősapát Marcantonio Casanova néven, aki 1528-ban egy bíboros titkára lett volna Rómában. Hamisítását azonban leleplezték, amint az később is gyakran megesett vele. Ennek ellenére, élete vége felé beledolgozta ezt az elemet önéletírásába, a képzeletbeli nemes spanyol ősökből eredő családfájába.
Kacérkodott a katonai pályával is, főleg a szép egyenruhák miatt, majd színházi hegedűs lett, bár nem dicsekedhetett zenei tudásával. A szerencse akkor fogadta kegyeibe, amikor egy esküvői zenélés alkalmával megmentette a befolyásos és gazdag Bragadino szenátor életét, ugyanis azonnali érvágást alkalmaztatott súlyos agyvérzésére. A szenátor a fiává fogadta és egész életében támogatta őt, csakúgy két agglegény barátja is, akikkel együtt élt. A három férfi kedvét keresve találta ki sajátos szám- és betűmisztikáját, a kabbalára épülő piramis formájában, amivel merészen jósolt és „varázslatokat” végzett, bizonyos népszerűséget szerezve. Emellett egyre inkább szerencsejáték-függő is lett.
Erre az időszakra, ifjúkorára esnek legismertebb szerelmi kalandjai is: Krisztinának, a „falusi hercegnőnek” a története; Henriette, a magyar katonatiszttel (aki egyes kutatók szerint egy gróf Szapáry lehetett) utazgató titokzatos úrihölgy, Casanova egyik igazi nagy szerelme; a C. C-vel és M. M-mel, a neves velencei családokból származó muranói apácákkal átélt fordulatos események.
A velencei állam rettegett titkosrendőrsége már egy ideje felfigyelt sokféle kihágására. Mentora, Bragadino szenátor intette is az óvatosságra, de nem törődött vele. Főleg a „varázslói” tevékenysége okozhatta azt, hogy harmincéves korában letartóztatták és a hírhedt Ólombörtönbe vetették. (Ez tulajdonképpen a Dózse-palota vékony ólomlemezekkel borított tetőzete alatti cellákat jelentette. A még súlyosabban elítélt rabok az épület alsó szintjén, a tengervíz által félig elöntött cellákban sínylődtek. A Sóhajok hídja a szomszéd épületben lévő további börtönrészekbe vezet át.) A korabeli helyi szokásoknak megfelelően sem azt nem mondták meg neki, mivel vádolják, sem pedig azt, hogy meddig akarják fogva tartani. Tizenöt hónapi fogság elteltével, hosszas előkészületek után, regényes körülmények között sikerült megszöknie, és elmenekülnie a Velencei Köztársaság területéről. Menekülésének története társasági „előadásainak” legfontosabb témája lett, de nem volt hajlandó bele sem fogni, ha nem állt a rendelkezésére legalább két óra. Európa-szerte sok előkelő társaságban volt alkalma elmondani ezt a kalandját, egyéb anekdotáihoz hasonlóan. Sikere nyomán ezt a történetet még életében kiadta írásos formában is. Mai alakjában életrajzának ez a fejezete mintegy 150 oldalt tesz ki.

### Szökése után
Szökése után beutazta Európát, főleg azokat az államokat, ahol virágzott a korabeli nemesi szalon-élet. Megélhetésének fő forrása ugyanis ezeknek a szalonoknak a felkeresése és ott támogatók gyűjtése volt, amihez szökésének története volt a legjobb belépő. Legalkalmasabb „terepe” természetszerűleg Franciaország volt. 1757-ben a francia külügyminiszter Casanovától kért tanácsot a királyi lottó létesítéséhez. Casanova azonnal előadást rögtönzött a pénzügyekről, amihez egyáltalán nem értett. Kinevezték a lottó igazgatóságába, jövedelme 40 000 livre volt, és néhány éven át a legkülönbözőbb feladatokat látta el a francia kormány szolgálatában. 1760 decemberében XIII. Kelemen pápa az Arany Sarkantyú-rend lovagkeresztjével tüntette ki. Ebből vezette le Casanova magának – természetesen jogtalanul – a lovagi címet. Ettől kezdve használta a „Seingalt lovagja” címet, aminek semmi alapja nem volt, de a szalonokban jól hangzott. 1761-ben Augsburgban a polgármester kérdőre vonta, hogy milyen alapon nevezi így magát, erre úgy reagált, hogy az ábécét minden ember szabadon használhatja, és ő annak a betűiből állította össze ezeket a szavakat, ami szerinte így szabadságában állott.
Párizsban megállta a versenyt a kor leghíresebb kalandor-szélhámosaival, Saint German és Cagliostro „grófokkal”, akikkel személyesen is találkozott. Belépett a szabadkőművesek közé is. Maga is sok sikert aratott az okkultizmusra vágyók körében a titkosírások megfejtésében való jártasságával, kabbalisztikai és alkimista tudományával, amelyek segítségével gazdag pártfogókra tett szert. Közülük a legfontosabb számára D'Urfé márkinő (1705–1775) volt, egy nála 20 évvel idősebb gazdag és hiszékeny özvegy, aki egyébként vagyonokat költött Saint-Germain és Cagliostro „grófokra” is. Casanova megígérte, hogy teljesíti a hölgy kívánságát, aki egy kisfiú testében szeretett volna újjászületni. Hét éven át, 1757 és 1763 között élt nagyrészt ebből a „projektből”. Önéletírásának egyik durva ferdítése, hogy azt állította: a hölgy az újjászületési kísérlet kudarca után meghalt, holott erre csak jóval később került sor.

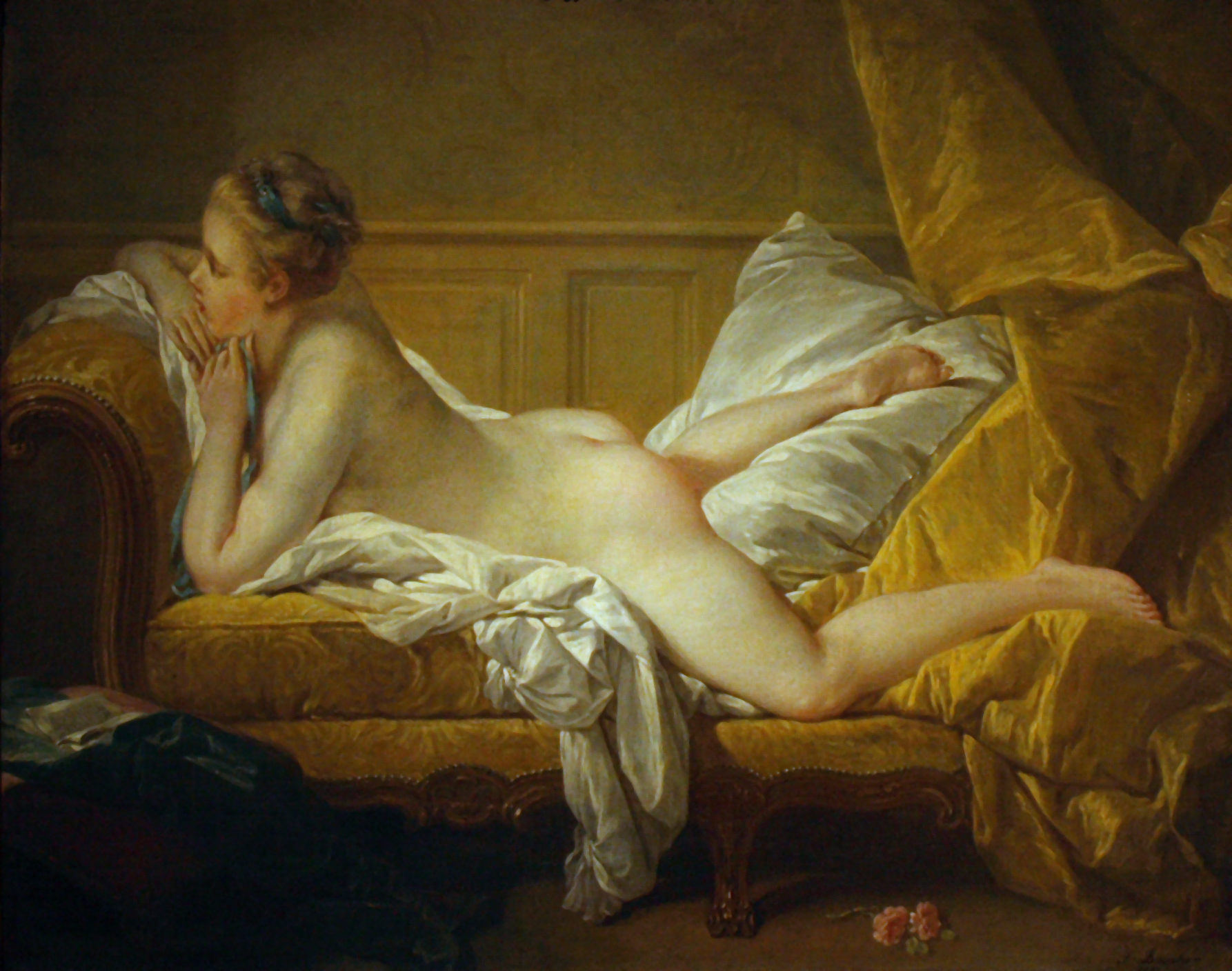
Marie-Louise O’Murphy François Boucher festményén

Nagy szolgálatot tett Párizsban XV. Lajos francia királynak is: felfedezte egyik pártfogoltjának, egy ír színésznőnek a 13 éves húgában, Marie-Louise O’Murphyban rejlő szépséget, egy művésszel lefestette, és a kép hamarosan a király elé került.

„Őfelsége, a legkeresztényibb király, nagy szakértő lévén, saját szemével akart meggyőződni arról, hogy elég hűséges-e a kép és amennyiben az eredeti csakugyan olyan szép, mint a másolat, Szent Lajos unokája tudta, mi a teendője”

– Giacomo Casanova emlékiratai, Budapest, Atlantisz, 1998, 165. o.

Próbálkozott hagyományosabb gazdasági tevékenységgel is, kelmefestő üzemet vezetett Párizsban. Ez a kísérlete azonban gazdasági csődhöz vezetett, főleg, mert inkább a munkásnőkkel foglalkozott az üzlet helyett. Gyakran citálták őt a törvény elé, de a hosszabb-rövidebb letartóztatások sem vették el hosszú időre a kedvét a szélhámoskodástól, legfeljebb más országba tette át tevékenységét. Más kalandorokhoz hasonlóan őt is megkísértette a szerzetesi élet: 1760-ban a svájci Einsiedelnben jelentkezett egy kolostorban, de a rendfőnök által megjelölt két heti gondolkodási idő alatt már újabb kalandok kilátásai vették el a kedvét a szerzetesi élettől.
A kolostori kísérlet után folytatta utazásait Franciaországban, Itáliában, Svájcban, majd 1763-ban Angliába utazott, ahol sok balszerencse érte. Bőséges tapasztalatai ellenére naiv áldozata lett egy kis kurtizánnak, akibe eszelősen beleszeretett, a lány pedig kíméletlenül becsapta és kínozta őt. Casanova ettől a balsikerű kalandtól számította öregedését – harmincnyolc éves volt –, fiatalkori sikereinek végét.
Elhagyta a számára kudarcos Angliát. Poroszországban Nagy Frigyes állást ajánlott számára, de az nem volt eléggé előkelő az ő számára. Folytatta útját Szentpétervárra, de nem sikerült Nagy Katalin cárnő támogatását elnyernie. Lengyelországi próbálkozásai sem jártak nagy sikerrel, hacsak azt nem számítjuk ide, hogy párbajozott – természetesen egy nőügy miatt – egy bizonyos Branicki gróffal. Már csak azért is nagyon büszke lett erre, mert a párbaj révén mintegy elfogadtatta magát nemesemberként. Ez a dicső tett aztán az Ólombörtönből sikerült szökés mellé, repertoárja élére került a szalonokban előadott történetei sorában. Ez lett a második történet, amelyet írásban is megjelentetett, mégpedig először az Opuscoli Miscellanei című velencei folyóiratban, amelyet 1780 januárjától júliusáig ő szerkesztett.
Sikerei azonban egyre fogyatkoztak. A francia-olasz körökből lassan kikopott, a távolabbi területeken pedig, ahol kivetette hálóját, nem érezte otthon magát, nyelvi nehézségei is voltak. A kalandor-szélhámosok legfőbb munkaeszköze a nyelv, és ő nem tudott elég jól sem angolul, sem németül, sem oroszul vagy lengyelül ahhoz, hogy igazi sikereket arathasson. Egyre több helyről utasították ki, gondjai támadtak Ausztriában, Franciaországból 1767 novemberében kiutasították, 1768-ban Spanyolországban pedig börtönbe is vetették. 1767-ben Velencében elhunyt legfőbb pártfogója, atyai támasza, Bragadino szenátor is.
1772-től már annyira hiányzott neki Velence, hogy tárgyalásokba kezdett az inkvizítorokkal, és jelentkezett besúgónak náluk visszatérésének kieszközlése végett. Így is csak két év múlva érte el, hogy egyelőre „félhivatalos” besúgóként alkalmazzák és engedélyezzék hazatérését. Otthon sem érezte magát azonban jól, fizetése kevés, lakása nem volt, pártfogói elmaradtak. Megkettőzte irodalmi és más pénzkereseti erőfeszítéseit, de nem sok sikerrel. 1780 októberében „elnyerte” a velencei inkvizíció titkosszolgálatának hivatalos besúgói rangját, confidente lett. Kémjelentései fennmaradtak, és meglehetősen szánalmas képet mutatnak életének erről a mélypontjáról. Casanova, akit nem éppen az erkölcsi magasztosságáról ismertek, ezekben az irományaiban felháborodott prédikációk kíséretében árul be színházi előadásokat, kártyásokat és hasonló „erkölcstelen alakokat”. Így sem sikerült azonban elnyernie a kormányzat teljes bizalmát, sőt hamarosan újra, immár végleg távoznia kellett. 1783-ban újra külföldre indult. Diplomáciai feladatokat keresett, de egyre nagyobb megalkuvásokra kényszerült egyre szerényebb előnyökért.

### Időskori letelepedés

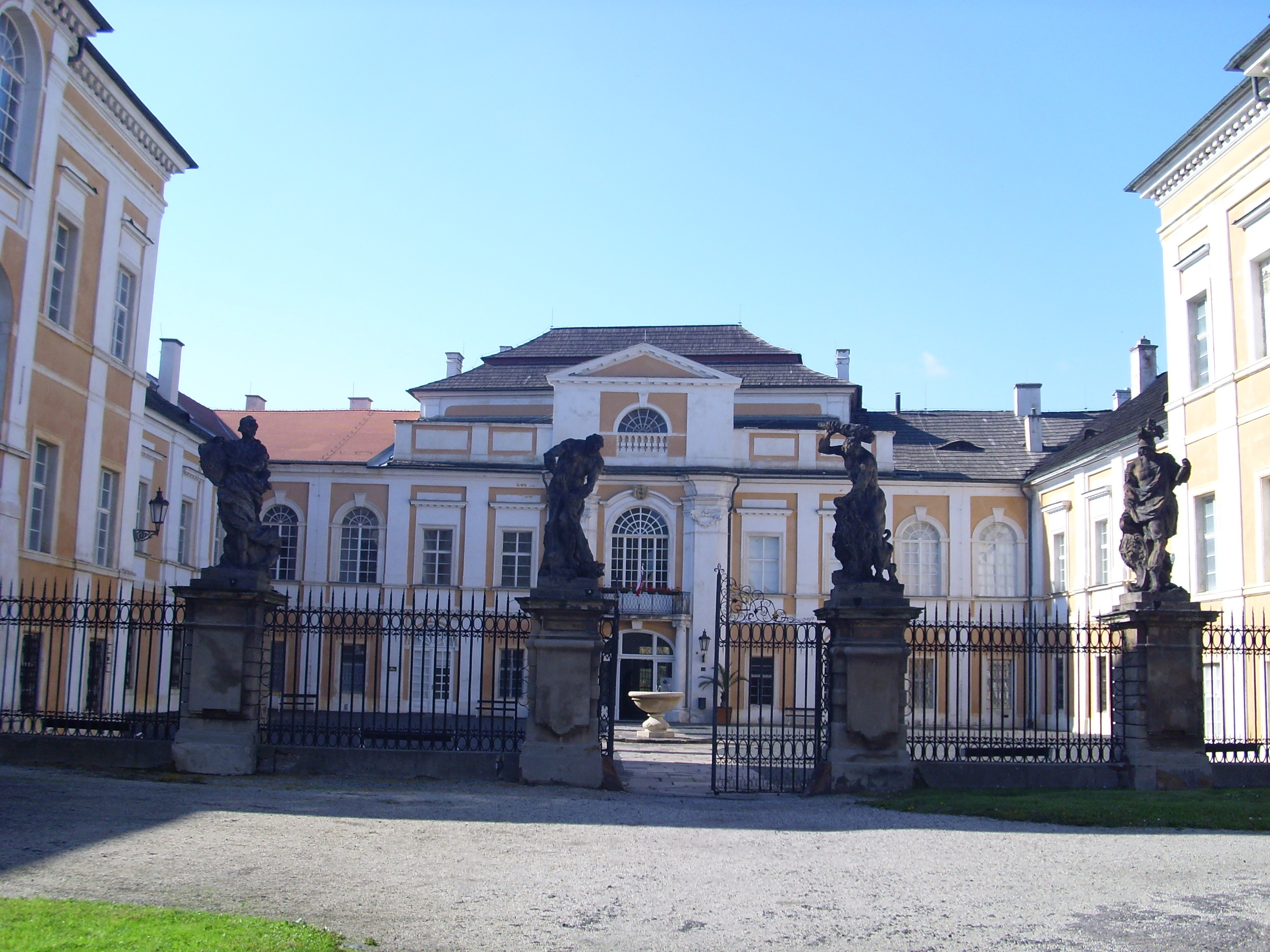
A duxi kastély ma

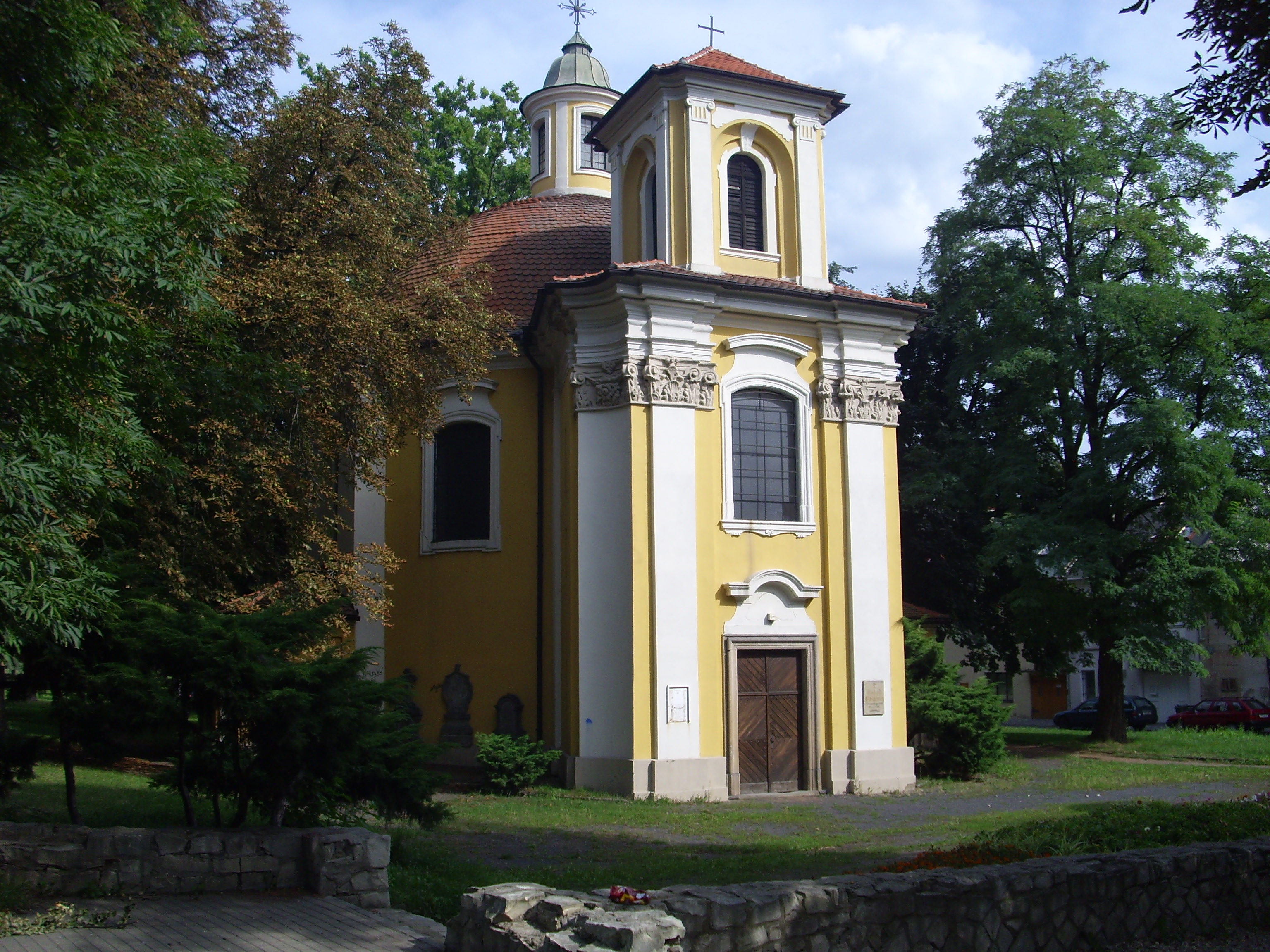
A duxi Szent Barbara-templomon tábla jelöli a sír korábbi hozzávetőleges helyét: JAKOB CASANOVA, VENEDIG, 1725 — DUX, 1798

Végül le kellett mondania addigi életformájáról, a munkával váltakozó szélhámoskodásról, és elfogadta Waldstein gróf ajánlatát, 1785 szeptemberében könyvtáros lett az ő csehországi, duxi kastélyában. Ezzel megkezdődött életének utolsó korszaka, ami már főleg az addigi kalandjainak feldolgozásáról, megírásáról szólt, bár tett még utazásokat Prágába, Drezdába, Teplice és Karlsbad fürdőibe. Folyamatosan zsörtölődő öregember lett, állandóan veszekedett a szolgákkal, akiktől nem kapta meg az általa elvárt tiszteletet, de gazdájával és annak vendégeivel is. Folytatta viszont irodalmi erőfeszítéseit. Velencei honfitársa és barátja, Lorenzo Da Ponte mellett részt vett a Don Giovanni szövegkönyvének megírásában; Casanova életének számos epizódja hagyott nyomot az opera librettóján. Találkozott Mozarttal, és 1787. október 19-én ott volt a mű bemutatóján is.
Más irodalmi munkákkal is próbálkozott ebben az időszakban, de a legtöbb energiát élettörténetének megírására fordította. 1789 körül látott hozzá komolyan ehhez a munkához, és mintegy 10 év alatt – egyes részeit több változatban is megfogalmazva – megírta azt. 1798 áprilisában súlyosan megbetegedett, és júniusban meghalt.
Waldstein gróf nem messze a kastélytól, a Szent Barbara-templom bejárata közelében temettette el. A sír később rossz állapotba került, és a 20. század elejére egy – több változatban femmaradt – legenda formálódott köré. Eszerint a sír körüli rozsdás vasrácson fennakadt a templomba igyekvő hölgyek szoknyája, azaz Casanova még a sírból is kinyúlt értük. A sír valódi sorsa nem ismeretes, mára teljesen nyoma veszett.

#### Casanova és Voltaire
Casanova nagy tisztelettel tekintett fel kortársára, Voltaire-re; szeretett volna hozzá hasonló népszerűséget elérni, és nagyon vágyott az ő személyes elismerésére is. Törekvéseit azonban nem kísérte siker. Több alkalommal is tudott személyes találkozót kieszközölni a kor ünnepelt alakjával, de csak a lenézés jutott osztályrészéül. Voltaire fennmaradt kiterjedt levelezésében nem is említi a nevét. Casanovának viszont szinte Voltaire-komplexusa volt, folyamatosan figyelemmel kísérte, kommentálta munkásságát, és emlékiratában is szinte többet említi az ő műveit, mint a sajátjait.

## Művei

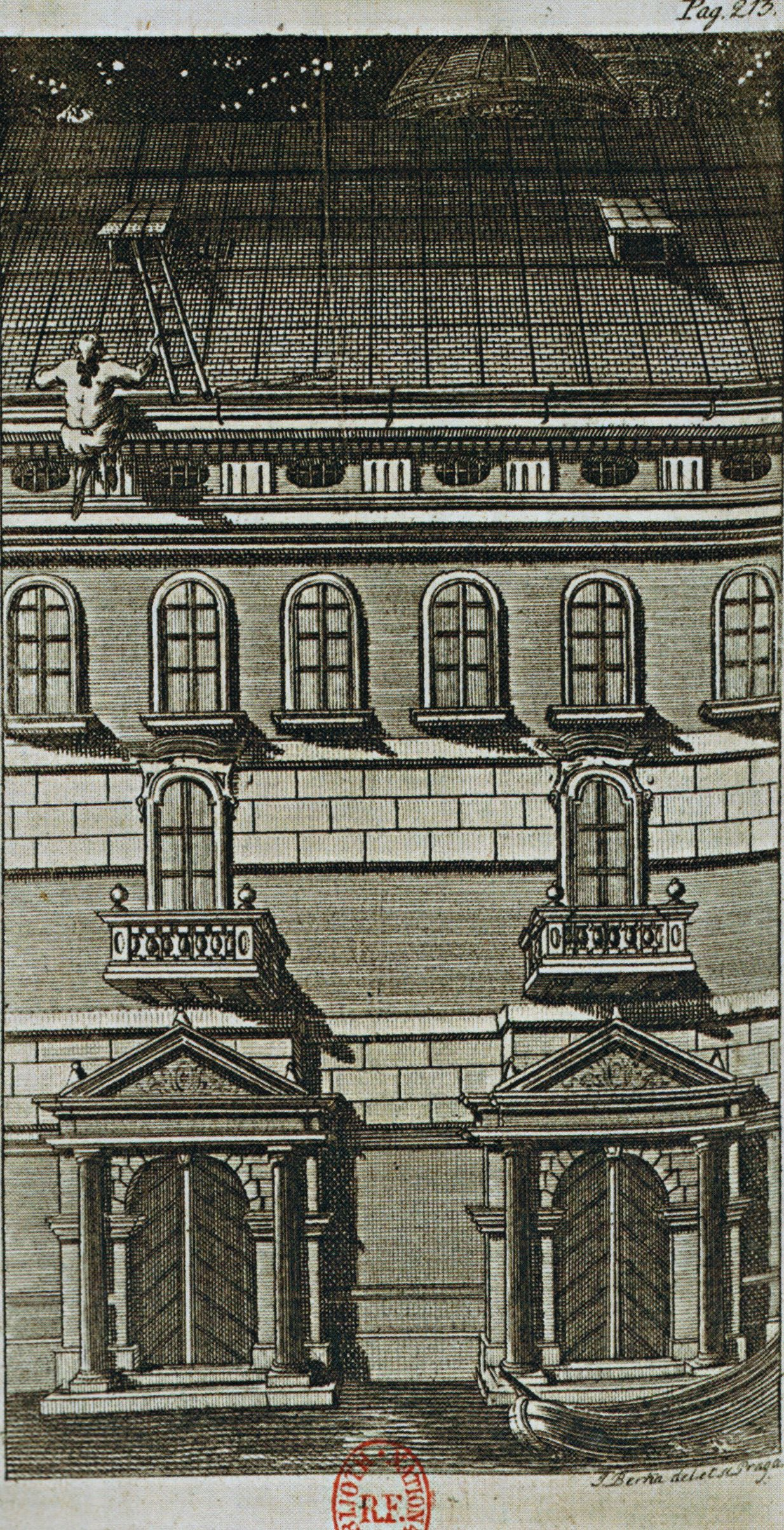
A szökéséről 1788-ban kiadott könyv illusztrációja

Fiatal korától tudatosan készült az írói pályára, tanulmányozta a korabeli híres szerzők, köztük Voltaire munkáit, csiszolta írói eszközeit, amik között a legfontosabb számára a szuggesztív, közvetlen, élőbeszéd-szerű előadói stílus volt. Készült élettörténetének megírására is, mert feljegyzéseket készített az átélt eseményekről, amiket gondosan megőrzött rengeteg utazása során is. Szerteágazó érdeklődésének megfelelően sokféle témában jelentetett meg írásokat – az igazi elismerés azonban váratott magára, egészen az emlékiratai posztumusz kiadásáig.
Saját költségén jelentetett meg egy utópikus regényt, az Icosameron-t, azonban nem aratott vele sikert. Foglalkozott matematikai, geometriai, irodalomkritikai és nyelvészeti problémákkal is. Már életében megjelent nyomtatásban például a kockakettőzés, az úgynevezett déloszi probléma nevű matematikai feladvány megfejtésére vonatkozó tanulmánya (Solution du problème deliaque démontrée par Jacques Casanova de Seingalt, Bibliothécaire de Monsieur le Comte de Waldstein, segneur de Dux en Boheme e c., Dresde, De l’imprimerie de C.C. Meinhold, 1790), illetve további írások a hexaéder megkettőzéséről és más geometriai problémákról. Ez az érdeklődési köre nyilván szoros összefüggésben állt a kabbalisztikai tanulmányaival. 1797-ben kiadatta egy levelét, amit Leonard Setlage professzornak írt a francia forradalomban bevezetett új nyelvi kifejezésekről, ez tulajdonképpen egy nyelvhelyességi munka. Belekezdett egy sajtlexikon írásába is, de aztán félbehagyta, mert úgy érezte, meghaladja az erejét.

### Önéletírása
Fő műve az önéletrajza lett, az Histoire de ma vie (Életem története), ami mindmáig széles körben olvasott mű, és a 18. század társadalmának egyik alapvető forrásmunkája.
Az 1780-as évek végén kezdte el írni, hosszas előkészületek után, és az egész életében készített és megőrzött jegyzeteit felhasználva. Tudatosan alakította ki írása stílusát, gondosan megtervezte a saját magáról alkotott képet. Sikerei, szerelmei mellett kudarcairól, erkölcsileg vitatható megnyilvánulásairól is számot ad. A szélhámos kalandor képének árnyalt ábrázolásával igyekszik – és mint az elmúlt kétszáz év története mutatja, sikerrel – elnyerni az olvasó rokonszenvét. Időnként talán e cél érdekében el is túlozza felsüléseit, mint például a Charpillon-epizódban. Ebben egy vonzó londoni prostituáltba lesz szerelmes, aki viszont az ujjai köré csavarja, megalázza és kifosztja minden ellenszolgáltatás nélkül. Casanova végül az öngyilkosság küszöbére jut. Egy kiváló casanovista, Édouard Maynial szerint ez a történet ihlette Pierre Louÿst a La femme et le pantin (A nő és a bábu) című híres művének megalkotására, ami pedig a maga részéről A vágy titokzatos tárgya című Buñuel-film alapja lett. Casanova nem titkolta néhány más szerelmi kudarcát, sőt nemi betegségeit sem, pedig könnyű lett volna elhallgatnia ezeket.

#### Nyelvezete
A 18. századi Franciaország úri világának társalgási szokásai tulajdonképpen egyfajta előadóművészetté alakultak a szalonokban. Ez a beszédmodor az úgynevezett „jó társaságban” kötelezővé vált (le ton de la bonne compagnie), és közvetlenül hatott a levelezés műfajára, valamint az akkor divatossá vált levélregény műfaján keresztül a szépirodalomra is, az írott és a beszélt nyelv közötti nyilvánvaló különbségek dacára.
Casanova azért is franciául írt, mert ez akkoriban az úri társaság nemzetközi nyelve volt. Gyorsan és kitűnően megtanult franciául, de önéletírásában a casanovisták kutatásai szerint szándékosan rontotta le nyelvtudását és fűszerezte a származására utaló italianizmusaival a szöveget. A számára ismeretlen nyelvekből (angol, orosz és mások) hallás után, fonetikusan vette át a neveket, és gyakran többféle formában is leírta őket. Ezeket a hibáit, hanyagságait a magyar fordításokban általában megtartották az eredeti hangulat megőrzése érdekében, és csak jegyzetek jelzik a helyes formát.

#### Emlékiratai kiadásainak története
Ellentmondó adatok maradtak fenn arra vonatkozóan, hogy Casanova maga tervezte-e emlékiratainak kiadását. Mindenesetre az a műgond, amellyel egy évtizeden keresztül szerkesztette, javítgatta, fejlesztette írását, arra utal, hogy az utókor elé akarta tárni élete történetét, mégpedig a saját szempontjai szerinti megfogalmazásban. A kézirat létezéséről már életében sokan tudtak, egyes részeit meg is mutatta barátainak. Leghíresebb korai olvasója Ligne 7. hercege (Charles-Joseph, 1735–1814) volt, aki fennmaradt önéletrajzi töredékeiben foglalkozik is ezzel a művel. A herceg egy irodalmi portrét is közzétett Casanováról Aventuros címmel.
Casanova halála után unokaöccse, Carlo Angioli a hagyaték részeként elvitte a Duxban talált iratokat. A család 1820-ban olcsón eladta azokat a Brockhaus kiadónak. A kiadó eredeti formájában nem tartotta közölhetőnek a művet, de készíttetett egy német nyelvű kivonatot. Ez az úgynevezett Schütz-féle változat 1822 és 1828 között jelent meg Lipcsében, 12 kötetben. A siker nem maradt el, sőt a Toumachon-Molin párizsi kiadó kalózkiadásban 1825 és 1828 között kiadta a szöveg franciára visszafordított változatát. A Brockhaus-cég ekkor is óvakodott még az eredeti szöveg kiadásától, ezért megbízta Jean Laforgue drezdai franciatanárt, javítsa ki a szöveg nyelvi hibáit és finomítsa a szerelmi jeleneteket.
Laforgue gyökeresen átírta a szöveget, kiirtotta belőle az italianizmusokat, az általa feleslegesnek ítélt adatokat. Emellett „ideológiai” szempontból is átalakította a szöveget, mégpedig a francia forradalmat ellenző, és magát vallásosnak beállító Casanova szövegét jakobinus-ateista szelleműre hangszerelte át. A szöveg ebben a formájában 1826–38 között, 12 kötetben jelent meg, és így is nagy népszerűséget ért el. Még utolsó köteteinek megjelenése előtt Párizsban a Paulin kiadónál Philippe Busoni szerkesztésében is megjelent egy kiadás, aminek utolsó két kötete valószínűleg az első kalózkiadás szövegét dolgozta át.
A hiteles kéziratokon alapuló teljes szöveg végül 1960–62 között jelent meg a Brockhaus-Plon kiadásában Wiesbadenben és Párizsban. (Ennek ellenére Laforgue-változat továbbra is létezik a köztudatban, sőt újra meg újra kiadásra kerül különböző kiadóknál.) Ezt a kiadást teljes, „integrális” kiadásnak nevezték, bár nem tartalmazta a Casanova által több változatban megírt részleteket azok különböző formáiban. Elmaradt a tervezett fakszimile kiadása is, kellő érdeklődés hiányában.
A párizsi Robert Laffont kiadó 1993-ban a Brockhaus és a Plon 1960–62-es kiadását bővítette néhány más Casanova-dokumentum beiktatásával és kronológiával, tanulmányokkal, tudományos apparátussal. A három kötet több mint 4000 oldalon jelent meg a kiadónak abban a sorozatában, amelyben klasszikus, régi könyveket tesz hozzáférhetővé minél teljesebb kiadásban (Bouquins).

## Casanova és a nők

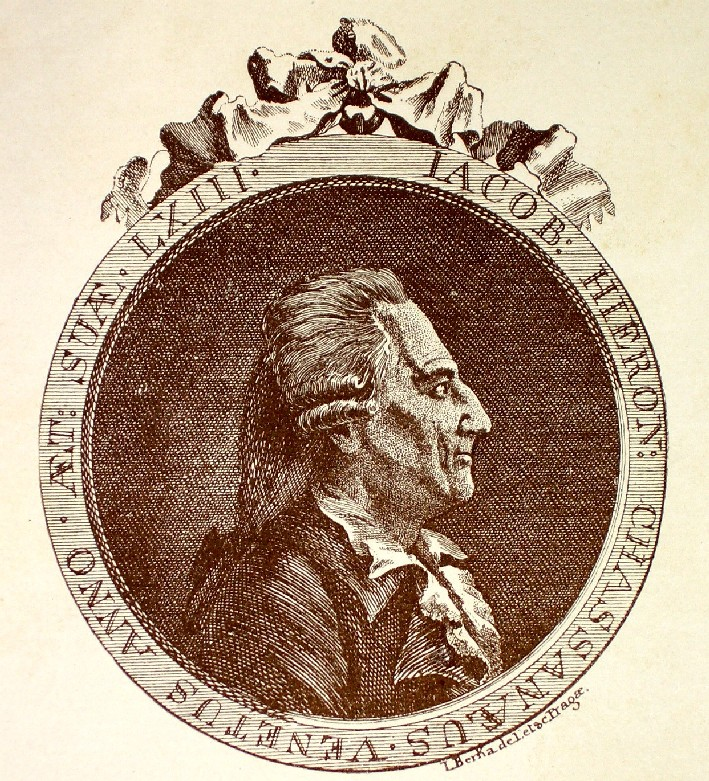
Casanova 63 éves korában

Casanova neve emlékiratai alapján azonosult a nőcsábászok fogalmával. Sokan úgy tartják, hogy elképesztően sok nőt hódított meg. Életének kutatói, a casanovisták azonban kiszámolták, hogy írásai alapján életében összesen 122 nővel létesített szexuális kapcsolatot. Eltekintve attól, hogy ez a szám igaz-e (könnyen lehetséges, hiszen partnerei nagy részének létezését sikerült más forrásokból megerősíteni, bár a történetek részletei természetesen bizonyíthatatlanok), az adat nem tekinthető extrémnek. Szexuálisan aktív életének egy évére átlagosan két-három nő jutott. Azokban a korszakokban, amikor a prostitúció széles körben elterjedt, elfogadott volt, például a 19. században, bármely módosabb férfi létesíthetett ennyi vagy több szexuális kapcsolatot az élete során. Hiszen Casanova maga is, saját bevallása szerint, partnerei nagy részének a kegyeit egyszerűen megvásárolta.
Különlegessége inkább abban rejlett, hogy partnerei általában valóban szerették őt, függetlenül attól, hogy kaptak-e pénzt. Casanova a szerelemben nem volt önző, mindig arra törekedett, hogy kedvese gyönyört találjon az együttlétben.

„...az a gyönyör, amit szemmel láthatólag a másiknak szereztem, saját gyönyöröm négyötödét tette ki mindig is. Az öregségtől alighanem ezért irtózik a természet: mert bár maga képes gyönyörhöz jutni, de mást gyönyörhöz juttatni soha.”

– Giacomo Casanova emlékiratai II., ford. Kovács Ilona, Bp. 2000, Atlantisz, 14. oldal

## Az utókor értékelése
A sokáig csak kivonatokban megjelent életírása nyomán Casanova a 19. században elsősorban hódításai alapján vált híressé. Neve köznévvé, a szoknyavadász szinonimájává vált. Később azonban, mind teljesebben megismert életműve alapján, egyre inkább elismerték írásának magas művészi színvonalát és értékes tartalmát. Hosszú élete során rengeteget dolgozott, írásait folyamatosan csiszolgatta. Emlékirataiban saját alkotó munkájával azonban nem foglalkozott, inkább személyiségének kalandor-vonásait emelte ki.
Önéletírásának nemzetközi olvasottsága ma is kiemelkedő, messze meghaladja az egykori nagy vetélytárs, Voltaire népszerűségét. Magyarországon Szerb Antal vált nagy hívévé. Emlékiratait a legérdekesebb könyvnek tartotta, amit életében olvasott. Kijelentette: „nincsen történelmi regény, amely a memoároknál elevenebb, szórakoztatóbb volna és tökéletesebben visszaadná egy gyönyörű kor szívverését”.

„Casanova személyében egy hihetetlen munkabírású és szorgalmú, kivételesen művelt és tehetséges íróval van dolgunk, aki furfangosan kialakított és megörökített szövegeiben számunkra egy olyan figurát, amely pénzt, szerelmeket és hírnevet hozott számára: a kedves kókler emblematikussá vált alakját.”

– Kovács Ilona: Casanova szerelmei. Három esszé. Bp. 1998, Seneca, 128. o.

## Utóélete a kultúrában

### Filmek
Az első filmet alakjáról Magyarországon rendezte 1918-ban Deésy Alfréd, Lugosi Béla főszereplésével. Számtalan újabb tv-film és sorozat mellett egy hosszú sor egész estét betöltő film is készült témájában:
- Casanova vagy Casanova szerelmei (francia film, 1927). Rendező: Alexandre Volkoff, Ivan Mozzhukhin főszereplésével.
- Casanova (francia film, 1933 vagy 1934). Rendező: René Barberis, az egyik női főszerepet Madeleine Ozeray alakította.
- Il cavaliere misterioso – A misztikus lovag (olasz film, 1948). Rendező: Riccardo Freda. Közreműködtek: Vittorio Gassman, Gianna Maria Canale, Maria Mercader, Antonio Centa.
- Le avventure di Giacomo Casanova – G. Casanova kalandjai (olasz film, 1954). Rendező: Steno. Közreműködtek: Gabriele Ferzetti, C. Calvet, Marina Vlady, N. Gray, C. Campanini.
- Poslední růže od Casanovy (Az utolsó rózsa Casanovától), 1966-os cseh film Casanova öregkoráról Duchcovban, Felix le Breux főszereplésével.
- Infanzia, vocazione, prime esperienze di Giacomo Casanova, veneziano (olasz film, 1969). Rendező: Luigi Comencini. Közreműködtek: Leonard Whiting, M.G. Buccella, T. Aumont, E. Balbo, S. Berger, W. Branbell, C. Colosimo, C. Comencini, P. De Clara, S. Dionisio, E. Maltagliati, R. Grassilli, M. Scaccia, L. Stander.
- Cagliostro (olasz film, 1974). Rendező: Daniele Pettinari. Közreműködtek: Bekim Fehmiu, Curd Jürgens, Rosanna Schiaffino, Robert Alda, Massimo Girotti.
- Fellini-Casanova (Il Casanova di Federico Fellini) (olasz film, 1976). Rendező: Federico Fellini. Közreműködtek: Donald Sutherland, Tina Aumont, Olimpia Carlisi, Margareth Clémenti, Carmen Scarpitta, Cicely Browne, Daniel Emilfork Berenstein.
- Casanova & Company (osztrák–olasz–francia film, 1977). Rendező: Franz Antel. Közreműködtek: Tony Curtis, Marisa Berenson, Sylva Koscina, Britt Ekland, Umberto Orsini, Marisa Mell, Hugh Griffith.
- Il mondo nuovo – A postakocsi (La Nuit de Varennes; francia-olasz film, 1982). Rendező: Ettore Scola. Közreműködtek: Jean-Louis Barrault, Marcello Mastroianni, H. Schygulla, H. Keitel, J. C. Brialy, A. Ferreol, M. Vitold, A. Belle, E. Bergier, Laura Betti. A film megkapta a David di Donatello-díjat. 1983-ban.
- Casanova. (háromrészes angol–amerikai–olasz–nyugatnémet tévéfilm, 1987) Rendező: Simon Langton. Közreműködtek: Richard Chamberlain, Faye Dunaway, Ornella Muti, Sylvia Kristel
- Le retour de Casanova – Casanova visszatérése (francia film, 1992). Rendező: Edouard Niermans. Közreműködtek: Alain Delon, F. Luchini, E. Lunghini.
- Goodbye Casanova (amerikai film, 2000). Rendező: Mauro Borrelli. Közreműködtek: G. Scandiuzzi, Y. Bleeth, P. Gidley, C. Filpi, P. Ganus, E. Bradley.
- Il giovane Casanova – Az ifjú Casanova (francia/olasz/német film, 2002). Rendező: Giacomo Battiato. Közreműködtek: Stefano Accorsi, Thierry Lhermitte, Cristiana Capotondi, Silvana De Santis, Catherine Flemming, Katja Flint.
- Casanova (angol minisorozat, 2005). Rendező:Sheree Folkson. Közreműködtek: Peter O’Toole, David Tennant, Rose Byrne és Laura Fraser.
- Casanova (amerikai film, 2005). Rendező: Lasse Hallström. Közreműködtek: Heath Ledger, Jeremy Irons, Lena Olin, Sienna Miller.

### Zene
Számos régebbi opera, operett, balett, musical között talán Albert Lortzing 1841-es operája a legnevesebb. Napjainkban is készültek zenedarabok is a témában. 2000-ben Johan de Meij holland zeneszerző komponált egy darabot Casanova címmel csellóra és fúvósokra. 2006-ban a brit Pet Shop Boys formáció Fundamental című albumában jelent meg egy dal „Casanova in Hell” címmel.

## Magyarul megjelent művei

### 1944-ig
- Seingalti Casanova Jakab emlékiratai és kalandjai, 1-22.; ford. Halasi Ottó; Köhler, Lipcse, 1873–1875
- Casanova szerelmi kalandjai; Buschmann Ny., Bp., 1874
- Casanova emlékiratai. Casanova szerelmi hőstettei; Ruzitska, Bp., 1894
- Jakab Casanova seingalti emlékiratai, 1-4.; ford. Endrei Zalán; Rubinstein; Bp., 1900–1905
- Casanova di Seingalt Jakab emlékiratai; ford. Szász Károly; Rozsnyai, Bp., 1902
- Szerelmi kalandok. 1.; Révész Andor; Tevan, Békéscsaba, 1912 (Tevan könyvtár)
- Szerelmi kalandok. 2.; ford. Révész Andor; Tevan, Békéscsaba, 1917 (Tevan könyvtár)
- Casanova Giacomo emlékiratai; ford. Takács Mária; Világirodalom, Bp., 1926
- Velence ólomkamráiban; ford. Moly Tamás; Tolnai, Bp., 1929 (Tolnai regénytára)

### 1945-től
- Emlékiratok; vál., ford., tan. Kolozsvári Grandpierre Emil; Gondolat, Bp., 1960 (Aurora)
- Szökés az Ólombörtönből; ford. Zsámboki Zoltán, utószó Kolozsvári Grandpierre Emil; Szépirodalmi, Bp., 1968 (Olcsó könyvtár)
- Itáliai kalandok; vál., ford. Pelle János; Népszava, Bp., 1989 (Pajzán történetek) ISBN 963-322-871-9
- Erinnerungen / Visszaemlékezések; vál., ford. Molnár Sándor; Bagolyvár, Bp., 1990 (Balance könyvek)
  - 1. Lucie, Nanette, Marton
  - 2. Cecilia, Marina, Bellino
- Giacomo Casanova emlékiratai; ford. Szerb Antal, szöveggond., jegyz., utószó Kovács Ilona; Atlantisz Könyvkiadó, Bp., 1998 (Veszedelmes viszonyok)
- Giacomo Casanova emlékiratai, 1-2.; jegyz., utószó Kovács Ilona; Atlantisz Könyvkiadó, Bp., 2000 (Veszedelmes viszonyok)
  - 1.; ford. Szerb Antal
  - 2.; ford. Ádám Péter, Kovács Ilona, Szeredás András
- Casanova Velencéje. Irodalmi útikalauz; összeáll., jegyz., ford. Kovács Ilona, szerk., képvál. Miklós Tamás, bev. Lothar Müller; Atlantisz Könyvkiadó, Bp., 2010 (Világváros) ISBN 9789639777088
- Korai és kései szerelmek; vál., ford., utószó Kovács Ilona, versford. Lackfi János, jegyz. Kovács Ilona, Csáki Márton; Qadmon, Bp., 2013 ISBN 978-963-88490-4-5
- Giacomo Casanova emlékiratai; ford. Szerb Antal, szöveggond., jegyz., utószó Kovács Ilona; Atlantisz Könyvkiadó, Bp., 2016 (Veszedelmes viszonyok) ISBN 978 963 9777 45 3